# Clinton (Familienname)
Clinton ist ein Familienname, der vor allem im englischsprachigen Raum vorkommt.

## Namensträger
- Bill Clinton (William Jefferson Clinton; * 1946), US-amerikanischer Politiker, Präsident 1993 bis 2001
- Catherine Clinton (* 1952), US-amerikanische Historikerin
- Chelsea Clinton (* 1980), US-amerikanische Präsidententochter von Bill Clinton und Hillary Clinton
- Comfort Clinton, US-amerikanische Schauspielerin
- DeWitt Clinton (1769–1828), US-amerikanischer Politiker
- Edward Clinton, 1. Earl of Lincoln (1512–1585), englischer Admiral
- Edward Fiennes-Clinton, 18. Earl of Lincoln (1913–2001), australischer Ingenieur und englischer Peer
- Ernest Clinton, Sänger und Musikproduzent
- George Clinton (Admiral) (1686–1761), britischer Marineoffizier und Kolonialgouverneur
- George Clinton (Politiker) (1739–1812), US-amerikanischer Politiker, Gouverneur von New York
- George Clinton junior (1771–1809), US-amerikanischer Politiker
- George Clinton (Musiker) (* 1941), US-amerikanischer Musiker
- George S. Clinton (* 1947), US-amerikanischer Komponist
- Grace Clinton (* 2003), englische Fußballspielerin
- Ha Ha Clinton-Dix (* 1992), US-amerikanischer American-Football-Spieler
- Henry Clinton (General, 1730) (1730–1795), britischer General und Politiker
- Henry Clinton (General, 1771) (1771–1829), britischer Generalleutnant und Politiker
- Henry Pelham-Clinton, 2. Duke of Newcastle-under-Lyne (1720–1794), britischer Adliger
- Henry Pelham-Clinton, 4. Duke of Newcastle-under-Lyne (1785–1851), britischer Adliger
- Henry Pelham-Clinton, 5. Duke of Newcastle (1811–1864), britischer Politiker
- Henry Pelham-Clinton, 6. Duke of Newcastle-under-Lyne (1834–1879), britischer Adliger
- Henry Pelham-Clinton, 7. Duke of Newcastle-under-Lyne (1864–1928), britischer Adliger
- Henry Pelham-Clinton-Hope, 9. Duke of Newcastle-under-Lyne (1907–1988), britischer Adliger
- Hillary Clinton (* 1947), US-amerikanische Politikerin (Demokratische Partei), First Lady 1993 bis 2001
- James G. Clinton (1804–1849), US-amerikanischer Jurist, Offizier und Politiker
- John de Clinton, 1. Baron Clinton (um 1258–1310), englischer Adliger
- John de Clinton, 2. Baron Clinton (um 1300–1335), englischer Adliger und Politiker
- John de Clinton, 3. Baron Clinton (um 1325–1398), englischer Adliger und Politiker
- John Clinton, 5. Baron Clinton (1410–1464), englischer Adeliger
- Kate Clinton (* 1947), US-amerikanische Kabarettistin, Autorin und Journalistin
- Larry Clinton (1909–1985), US-amerikanischer Jazzmusiker
- Mark Clinton (1915–2001), irischer Politiker der Fine Gael
- Pat Clinton (* 1964), britischer Boxer
- Paul Clinton (1951–2006), US-amerikanischer Filmkritiker
- Robert Fiennes-Clinton, 19. Earl of Lincoln (* 1972), englischer Peer
- Roger de Clinton († 1148), anglonormannischer Geistlicher, Bischof von Coventry
- Roger Clinton (Schauspieler) (* 1956), US-amerikanischer Schauspieler und Musiker
- Stanley Clinton Davis (1928–2023), britischer Politiker (Labour Party) und Life Peer
- William Jefferson Clinton (* 1946), US-amerikanischer Politiker, Präsident 1993 bis 2001, siehe Bill Clinton
- William Henry Clinton (1769–1846), britischer General